# Memorthrius hirsutus
Memorthrius hirsutus là một loài bọ cánh cứng trong họ Cleridae. Loài này được Pic miêu tả khoa học năm 1940.